# الرداء (فلم)
الرداء (بالإنجليزية: The Robe) هو فيلم ملحمي إنجيلي أمريكي أنتج عام 1953 الذي يحكي قصة أطربون عسكري روماني يقود الوحدة التي ستصلب يسوع المسيح. تم إنتاج الفيلم من قبل تونتيث سينتشوري فوكس ويشتهر بكونه أول فيلم صدر بتقنية سينما سكوب للشاشة العريضة. مثل أفلام سينما سكوب المبكرة الأخرى، فقد تم تصوير الفيلم عن طريق هنري كريتيان مع بعدسات هايبرغونار البصرية المشوهة.
تم إخراج الفيلم عن طريق هنري كوستر وتولى الإنتاج فرانك روس. تم اقتباس السيناريو من قبل جينا كوس، ألبرت مالتز، وفيليب دان من رواية لويد دوغلاس الذي تحمل نفس الاسم. تولى تأليف الموسيقى ألفريد نيومان والتصوير السينمائي ليون شامروي.
الفيلم من بطولة ريتشارد برتون، جين سيمونز، فيكتور ماتشور ومايكل ريني، مع دين جاغر، جاي روبنسون، ريتشارد بون، وجيف مورو. تم إنتاج تتمة للفيلم بعنوان ديمتريوس والمصارعون.
وقال لويد دوغلاس أنه كتب رواية الرداء للإجابة على هذا السؤال من خلال الأدب: ما الذي حدث للجندي الروماني الذي فاز برداء يسوع في لعبة النرد؟

## طاقم التمثيل
- ريتشارد برتون
- جان سيمونز

## الميزانية والإيرادات
بلغت تكلفة إنتاج الفيلم حوالي 4.1 مليون دولار بينما حقق أرباحا تقدر بـ 36 مليون دولار (United States).

### ترشيحات وجوائز
| السنة | الحدث  | الفئة     | النتيجة |
| ----- | ------ | --------- | ------- |
|       | أوسكار | أفضل فيلم | ترشـيـح |

## وصلات خارجية
- مقالات تستعمل روابط فنية بلا صلة مع ويكي بيانات

1. ↑  Chrissochoidis, Ilias (ed.). CinemaScope: Selected Documents from the Spyros P. Skouras Archive. Stanford, 2013. نسخة محفوظة 20 فبراير 2014 على موقع واي باك مشين.